# Temperatura potenziale
La temperatura potenziale di una particella di fluido alla pressione {\displaystyle p} è la temperatura che quella particella avrebbe se fosse portata, tramite uno spostamento adiabatico, ad una pressione standard di riferimento {\displaystyle p_{0}}, in genere 1 bar. La temperatura potenziale si indica solitamente con {\displaystyle \theta } e, per l'aria, è espressa da:
{\displaystyle \theta =T\left({\frac {p_{0}}{p}}\right)^{\frac {R}{c_{p}}}}
dove T è la temperatura assoluta della particella, R la costante dei gas per l'aria e {\displaystyle c_{p}} il calore specifico a pressione costante.
Il concetto di temperatura potenziale si applica a qualsiasi fluido stratificato ed è usato principalmente nelle scienze atmosferiche e in oceanografia. 

## Commenti
La temperatura potenziale è, dal punto di vista dinamico, una grandezza molto più importante di quella reale. Questo perché non risente degli spostamenti verticali associati al moto del fluido in zone turbolente o attorno ad ostacoli. Una particella d'aria che si muove sopra una piccola montagna si espande e raffredda durante la fase di risalita, mentre si riscalda e comprime durante la discesa, ma la temperatura potenziale non cambia se non intervengono altri fattori quali il riscaldamento/raffreddamento dovuto a fattori esterni o l'evaporazione/condensazione (un processo che esclude questi effetti si chiama adiabatico secco). Dal momento che particelle con la stessa temperatura potenziale possono essere spostate senza bisogno di compiere lavoro o fornire calore, le linee di uguale temperatura potenziale (isoentropiche) sono linee naturali di flusso.
Nella maggior parte dei casi, la temperatura potenziale aumenta all'aumentare dell'altitudine ed è una grandezza che si conserva per tutti processi adiabatici secchi, per cui risulta molto importante nello strato limite planetario nel quale le condizioni sono molto simili a quelle adiabatiche secche.
La temperatura potenziale è anche un importante indice della stabilità dell'atmosfera non satura. In condizioni di stratificazione stabile la temperatura potenziale aumenta con la quota
{\displaystyle {\frac {\partial \theta }{\partial z}}>0}
e i moti verticali sono inibiti. Se, al contrario, la temperatura potenziale diminuisce con la quota
{\displaystyle {\frac {\partial \theta }{\partial z}}<0}
allora l'atmosfera è instabile per moti verticali ed è favorita la convezione. Dal momento che la convezione opera mescolando rapidamente l'atmosfera per portarla ad una stratificazione stabile, osservazioni di temperatura potenziale che diminuisce sono infrequenti, fatta eccezione per i casi di intensa convezione o in prossimità di zone che subiscono forte insolazione. 
Siccome la temperatura potenziale è conservata per moti adiabatici (o isoentropici), per flussi stazionari e adiabatici le linee o superfici a {\displaystyle \theta } costante agiscono come linee o superfici di flusso. Questa proprietà è impiegata nell'analisi isoentropica, un tipo di analisi sinottica che consente di visualizzare il moto dell'aria con particolare attenzione ai moti verticali su vasta scala.  

## Derivazione
La forma dell'entalpia dalla prima legge della termodinamica può essere scritta come:
{\displaystyle \,dh=Tds+vdp},
dove {\displaystyle h} indica la variazione di entalpia, {\displaystyle T} la temperatura, {\displaystyle ds} la variazione di entropia, {\displaystyle v} il volume specifico e {\displaystyle p} la pressione.
Per processi adiabatici la variazione di entropia è nulla e la prima legge si semplifica in:
{\displaystyle \,dh=vdp}.
Per un gas quasi ideale, come l'aria secca in atmosfera, l'equazione di stato {\displaystyle pv=RT} può essere sostituita con la prima legge, dopo qualche piccolo aggiustamento:
{\displaystyle {\frac {dp}{p}}={{\frac {c_{p}}{R}}{\frac {dT}{T}}}},
dove è stata usata la relazione {\displaystyle dh=c_{p}dT} e sono stati divisi entrambi i membri per {\displaystyle pv}. Integrando si ottiene:
{\displaystyle \left({\frac {p}{p_{0}}}\right)^{R/c_{p}}={\frac {T}{T_{0}}}},
e risolvendo per {\displaystyle T_{0}}, la temperatura che una particella acquisirebbe se si spostasse adiabaticamente alla pressione {\displaystyle p_{0}}, si ottiene:
{\displaystyle T_{0}=T\left({\frac {p_{0}}{p}}\right)^{R/c_{p}}\equiv \theta }.
La relazione trovata coincide con la terza delle cosiddette equazioni di Poisson dell'adiabatica reversibile. Vedi trasformazione adiabatica.